# Островський Віктор

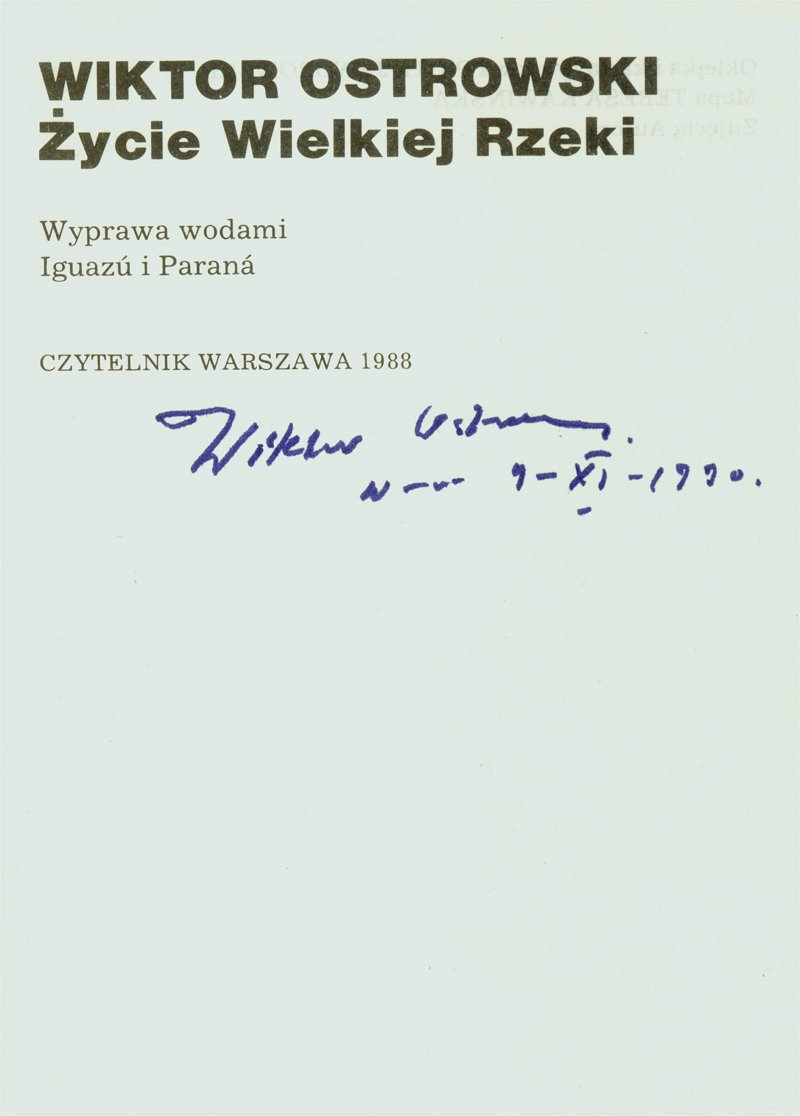
Автограф Віктора Островського в книзі під назвою Життя Великої ріки. Експедиція на водах Ігуасу і Парани, Варшава, 9 листопада 1990 р.

Віктор Островський (нар. 16 червня 1905 Катеринослав, нині Дніпро в Україні, пом. 19 січня 1992, Варшава) — офіцер Війська Польського, інженер-будівельник, мандрівник, фотограф, татернік, альпініст, автор книг, репортажів.

## Біографія
Закінчив неповну середню школу ім. Станіслава Сташича у Сосновці. Навчався на факультеті будівництва доріг і мостів Варшавського політехнічного університету.
У піхотному офіцерському запасі присвоєно звання підпоручника за вислугою з 1 січня 1933 року і 15 місце, а у званні поручника за вислугою років з 1 січня 1937 року — 200 місце в піхотному офіцерському запасі. У 1934 році був відрахований у запас до 6-го піхотного полку Легіонів у Вільнюсі.
У 1930—1935 роках він здійснив низку перших сходжень у Татрах, напр. південний стовп Смочи Щиту (у 1930 році, разом із Болеславом Хвасцинським) і нижню половину центру північної стіни Малого Кезмарського Щиту (у 1932 році, із Хвасцинським та Віславом Станіславським), а також перше зимове сходження на Смочи Щит (у 1935 р. разом із Юстином Войшнісом).
Учасник польських експедицій в Альпи (1932 і 1937) та Анди (1933—1934), на Кавказ (1935). Він першим піднявся на вершину Мерседаріо разом із польською командою, він також проклав новий маршрут на найвищу вершину континенту Аконкагуа, яку сьогодні називають «Рута де лос Полакос». На його честь названо один із льодовиків на Мерчедаріо — льодовик Островського. Островський також є першим польським підкорювачем кавказької вершини Дихтау, він був у Патагонії (1952), організовував власні експедиції навколо Африки (наприклад, у 1945 році на Кіліманджаро) та Південної Америки.
У 1934 році дебютував як репортер. Брав участь у Вересневій кампанії 1939 року, потім був інтернований у Литві, а потім потрапив до Армії Андерса через табори для військовополонених у СРСР. Пройшов Італійську кампанію, воював серед інших у Монте-Кассіно. Після війни залишився в Африці, у 1947 році оселився в Буенос-Айресі.
Він був керівником першої аргентинської висотної експедиції на Патагонський льодовиковий щит. Він також піднявся на вершини Африки, Кавказу, Альп, гори Ірану та Курдистану. Під час експедиції до Патагонії проводив дослідження річок Прекордилерії. У 1966 році він брав участь в експедиції, яка досліджувала заболочену водну пустелю Лагуна Ібера між річками Парана та Уругвай. Вивчав культуру і звичаї індіанців араукано-мапуче. Після повернення до Польщі (1975 р.) був автором численних радіо- та публічних лекцій, присвячених своїм експедиціям.
Почесний член Альпіністського клубу, Польської спілки альпіністів у Варшаві та багатьох гірських організацій за кордоном. Його дружина Регіна Адамецька (померла 2007 р.) була багаторічним редактором Національного видавничого інституту.
Похований на військовому кладовищі Повонзки у Варшаві (ділянка C30-X-30).

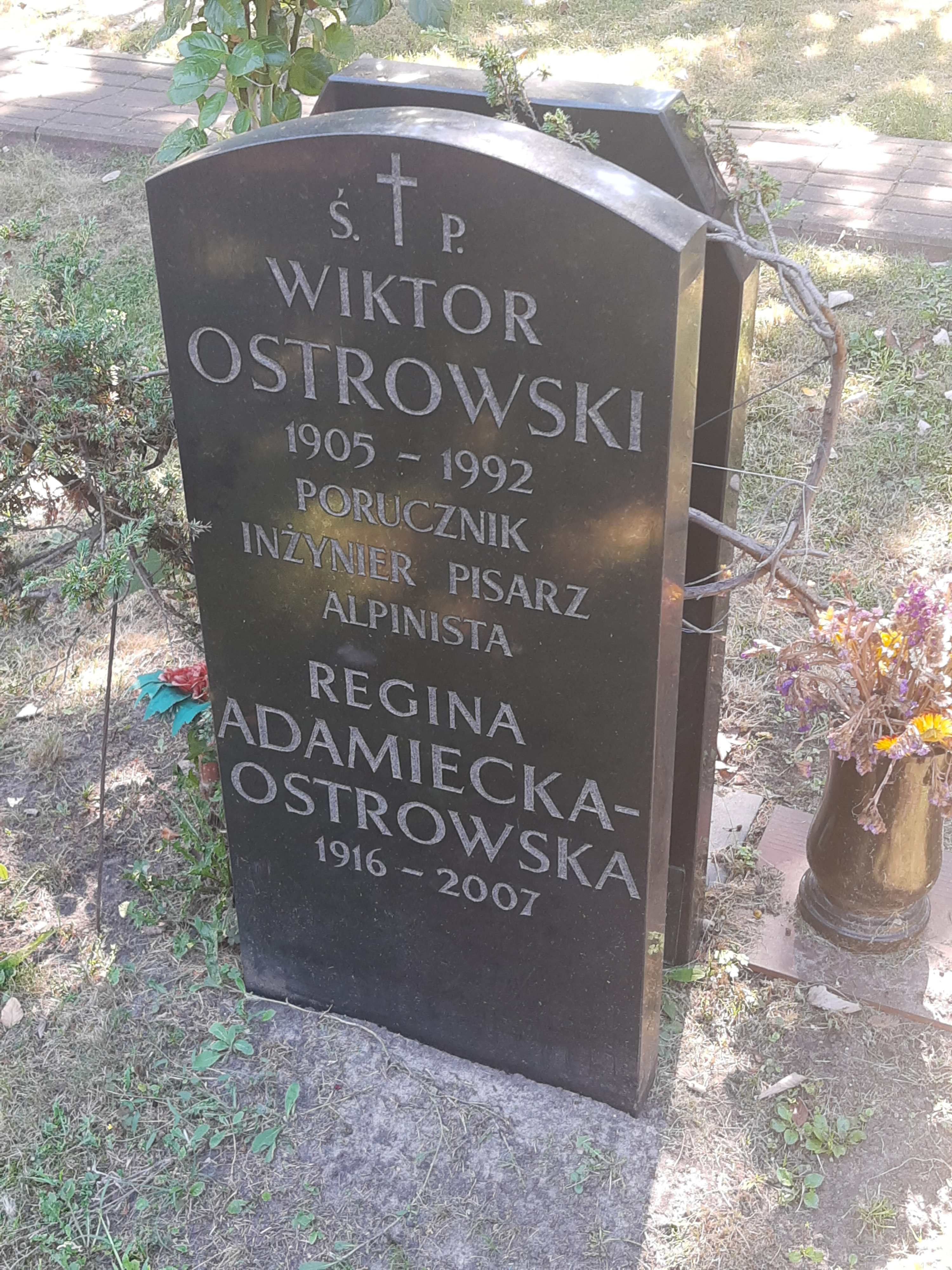
Могила Віктора Островського на військовому цвинтарі Повонзки

## Творчість
- Na szczytach Kordylierów (Państwowe Wydawnictwo Książek Szkolnych, Warszawa — Lwów 1935)
- W skale i lodzie (Państwowe Wydawnictwo Książek Szkolnych, Lwów 1937, Czytelnik 1974, 1982, ISBN 83-07-00364-4)
- Na szczyt świata (Gebethner i Wolff, Warszawa 1938)
- Żołnierz z Monte Cassino. Album fotografij z terenu i okresu bitwy (Rzym 1945; reprint: Wydawnictwa Artystyczne i Filmowe 1992)
- Safari przez Czarny Ląd. Szkice z podróży po Kenyi, Tanganyice, Ugandzie i wyspie Zanzibar (Londyn, Wydawnictwo Gryf 1947)
- Mas alto que los condores (Ed. Albatros, Buenos Aires 1954), wydania polskie: Wyżej niż kondory (Sport i Turystyka 1959, 1970, 1977, Czytelnik 1984, ISBN 83-07-01105-1; 1989, ISBN 83-07-01960-5)
- Życie Wielkiej Rzeki. Wyprawa wodami Iguazú i Paraná (1967; wyd. III: Czytelnik 1975, 1977, 1983, ISBN 83-07-00713-5; 1988, ISBN 83-07-01621-5; tłumaczenia na rosyjski, hiszpański i rumuński)

## Виноски
1. ↑  Rybka та Stepan, 2003.
2. ↑  Rocznik Oficerski Rezerw, 1934.
3. ↑  Wyszukiwarka cmentarna — Warszawskie cmentarze